# Шчучин (Гродненска област)
Шчучин (на беларуски: Шчучын; на руски: Щучин) е град в Беларус, административен център на Шчучински район, Гродненска област. Населението на града е 15 475 души (по приблизителна оценка от 1 януари 2018 г.).

## История
Селището е основано през 1537 година.

## География
Градът се намира на 57 км източно от град Гродно.